# Nobody Knows I’m Here
Nobody Knows I’m Here (Originaltitel Nadie sabe que estoy aquí, auf Deutsch „Niemand weiß, dass ich hier bin“) ist ein Filmdrama von Gaspar Antillo, das Teilnehmern des Tribeca Film Festivals ab 15. April 2020 online erstmals zur Verfügung gestellt wurde.

## Handlung
Memo lebt seit 15 Jahren in einer Hütte auf einer abgelegenen Schaffarm im Süden Chiles und verbirgt seine wunderschöne Singstimme vor der Außenwelt. Als Kind hatte er Popstar werden wollen, doch sein ehrgeiziger Vater hatte ihm nicht verraten, dass aufgrund Memos Übergewicht seine Stimme einem gutaussehenden Jungen beim Bühnenauftritt als Playback verliehen wurde.
Inzwischen ist er erwachsen. Als ihn Marta beim Singen hört, eine Aufnahme davon macht und das Video veröffentlicht, wird dieses schnell verbreitet. Memo wird überredet sich in einer TV-Sendung mit dem anderen Jungen von damals zu treffen und sich auszusprechen. Dieser erscheint im Rollstuhl im Studio. Er fragt Memo, ob sein Vater ihm dieses Mal Bescheid gegeben hätte, dass er als Opfer in der Sendung dargestellt werden soll und Memo öffentlich verzeihen werde. Memo war wieder ahnungslos. Als die Live-Sendung beginnt, wird ein altes Video gezeigt, wo der kleine Memo auf die Bühne stürzt und den Jungen, der mit Memos Playback-Stimme in einer Show „singt“ angreift. Memo, der als Erwachsener extrem wortkarg ist, sagt entgegen dem Abkommen vor laufenden Kameras aus, dass damals der andere seine Stimme benutzt habe. Dann singt er live im Fernsehen seinen Song „Nobody Knows I’m Here“. Der Film endet mit einer Szene, in der Memo auf dem Bett liegt und Marta sich neben ihn legt. Als er sich von ihr abwendet, kuschelt sie sich an seinen Rücken und er nimmt ihre Hand in seine.

## Produktion
Der Film entstand im Auftrag von Netflix. Regie führte Gaspar Antillo. Es handelt sich um seinen ersten Langfilm als Regisseur. Zudem schrieb er gemeinsam mit Enrique Videla und Josefina Fernández auch das Drehbuch.
Der aus der Serie Lost bekannte Schauspieler Jorge Garcia ist in der Hauptrolle von Memo zu sehen. In weiteren Rollen sind María Paz Grandjean, Luis Gnecco, Alejandro Goic, Gaston Pauls und Eduardo Paxeco zu sehen.
Die Dreharbeiten fanden in Santiago de Chile und Puerto Octay statt.
Der Film sollte Mitte April 2020 im Rahmen des Tribeca Film Festivals seine Weltpremiere feiern. Einen Monat vor Beginn des Festivals wurde dieses aufgrund der Coronavirus-Pandemie abgesagt und auf einen bislang unbekannten Zeitpunkt verschoben. Dennoch wurde der Film von 15. bis 26. April 2020, dem ursprünglichen Zeitfenster des Festivals, online zur Verfügung gestellt.

## Rezeption

### Kritiken
Von den bei Rotten Tomatoes aufgeführten Kritiken sind 76 Prozent positiv.
Sofia Glasl vom Filmdienst schreibt, Jorge Garcia spiele das wortkarge Riesenkind Memo mit einer solch empfindsamen Anmut, dass auch in Passagen von etwas schablonenhaftem Melodram immer das Persönliche seiner Geschichte durchschimmert. Garcia findet in Memo eine kongeniale Rolle zum Kauz Hurley, den er in Lost spielte, wo er oft mit Kopfhörern abseits des Geschehens saß und versuchte, das Beste aus einer übermenschlichen Katastrophe zu machen. Garcia steigere Memos Mimik und Gestik subtil von traurig-brütendem Huschen zu selbstsicherem Schreiten und zeige unaufgeregt seine schauspielerische Bandbreite.

### Auszeichnungen
Tribeca Film Festival 2020
- Nominierung im International Narrative Competition
- Auszeichnung in der Kategorie Best New Narrative Director (Gaspar Antillo)[5][8][9]

Darüber hinaus gelangte der Film in die Vorauswahl für die Golden Globe Awards 2021 (Bester fremdsprachiger Film).